# Aphyosemion bivittatum
El panchax cola-de-lira de dos bandas es la especie Aphyosemion bivittatum, un pez de agua dulce de la familia de los notobránquidos, distribuido por ríos del sudeste de Nigeria y sudoeste de Camerún.

## Acuariología
Es una especie usada en acuariología con cierta importancia comercial, aunque es difícil de mantener en acuario.

## Morfología
De cuerpo alargado y vistoso color, presenta dos bandas oscuras longitudinales en cada costado, características de esta especie, con una longitud máxima del macho de unos 5 cm. No tiene espinas en las aletas y presenta de 10 a 13 radios blandos en la aleta dorsal y de 12 a 15 en la aleta anal.

## Hábitat y biología
Viven en aguas dulces, de conducta bentopelágica y no migrador, prefiriendo aguas de pH ligeramente ácido entre 6 y 6,5, tropicales de entre 22 y 24 °C de temperatura.
Su hábitat está restringido a los arroyos en la selva costera que discurren por suelos con elevada concentración de calcio. Sólo se ha descrito su presencia en cinco localizaciones, aunque seguramente estará en unos diez de estos arroyos, lo que unido a la deforestación que está sufriendo su área para dedicarla a cultivos, la contaminación y a que es capturado para acuariología hace que su estado de conservación sea considerado vulnerable.
Una parte de su área de distribución se incluye en la zona protegida del Parque nacional del Río Cross.